# سباستین نویمان
سباستین نویمان (انگلیسی: Sebastian Neumann؛ زادهٔ ۱۸ فوریهٔ ۱۹۹۱) بازیکن فوتبال اهل آلمان است.
از باشگاه‌هایی که در آن بازی کرده‌است می‌توان به باشگاه فوتبال وی‌اف‌آر آلن، باشگاه فوتبال هرتابرلین، باشگاه فوتبال وورتسبورگ کیکرز، و باشگاه فوتبال اسنابروک اشاره کرد.
وی همچنین در تیم‌های ملی فوتبال جوانان آلمان، جوانان آلمان، و زیر ۲۱ سال آلمان بازی کرده‌است.